# ヘロニモ・エチェベリ
ヘロニモ・エチェベリ（Jerónimo Etcheverry、1978年1月11日 - ）は、ウルグアイの元ラグビーユニオン選手。

## プロフィール
- ウルグアイ・モンテビデオ出身[1]。
- 現役時代のポジションはスタンドオフ(SO)、フルバック(FB)。
- 身長 178cm、体重 83kg
- ウルグアイ代表通算キャップ数は45でラグビーワールドカップ2015のウルグアイ代表に選ばれた[2]。

## 略歴
2013年、カラスコ・ポロに加入。
2016年、現役引退した。